# Leo Baeck Institute
El Leo Baeck Institute, fundado en 1955, es un instituto de investigación internacional con centros en las ciudades Nueva York, Londres, Jerusalén y Berlín, dedicado al estudio de la historia y la cultura del judaísmo de habla alemana. El instituto fue fundado en 1955 por un grupo de influyentes eruditos judíos, entre ellos Hannah Arendt, Martin Buber y Gershom Scholem. La Medalla Leo Baeck se otorga desde 1978 a quienes han ayudado a preservar el espíritu del judaísmo de habla alemana en la cultura, el mundo académico, la política y la filantropía.

## Estructura

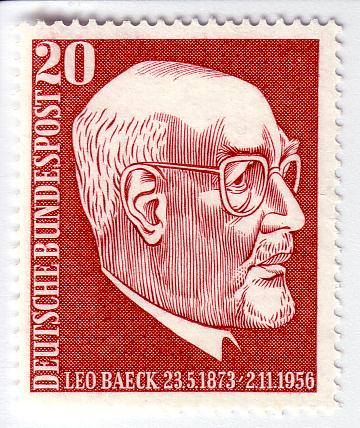
Sello conmemorativo de Leo Baeck

El Leo Baeck Institute está formado por tres institutos internacionales independientes, así como dos centros y dos grupos de trabajo en Berlín que están dirigidos por la junta directiva del Leo Baeck Institute Internacional:
- Leo Baeck Institute Nueva York/Berlín[5]
- Leo Baeck Institute de Jerusalén[6]
- Leo Baeck Institute de Londres[7]
- Centros de Berlín:
  - Leo Baeck Institute, oficina de Nueva York y Berlín
  - Archivos del Leo Baeck Institute en el Museo Judío de Berlín[8]
- Grupos de trabajo de Berlín:
  - Freunde und Förderer der Leo Baeck Instituts e. V. (Amigos y defensores de LBI, asociación registrada)[9]
  - Wissenschaftliche Arbeitsgemeinschaft des LBI en Alemania[10]

### Historia
A principios de la década de 1950, algunos de los eruditos judíos más influyentes de Alemania se reunieron en Jerusalén para discutir qué forma adoptaría el Leo Baeck Institute. La conferencia fundadora tuvo lugar del 25 al 31 de mayo de 1955; entre los intelectuales presentes se encontraban Martin Buber, Ernst Simon y Gershom Scholem.
|              |
| Hanna Arendt |

|              |
| Martin Buber |

|             |
| Ernst Simon |

La mayoría de los asistentes, así como las personalidades que dirigían el instituto, se conocían antes de su huida de Alemania a través de organizaciones como el Central-Verein deutscher Staatsbürger jüdischen Glaubens (Asociación central de ciudadanos alemanes de fe judía) y la Federación Sionista de Alemania. Otros habían ocupado cargos en la Reichsvertretung der Deutschen Juden (formada bajo la dirección de Leo Baeck y más tarde rebautizada como Reichsvereinigung der Juden en Deutschland).
Inicialmente se supuso que este proyecto adoptaría la forma de un proyecto histórico a largo plazo, preparando un trabajo exhaustivo sobre la historia del judaísmo alemán. Con la expectativa de que esto no durara más de una década, los miembros del instituto se concentraron enteramente en proyectos de investigación y en completar la historia del judaísmo de habla alemana desde la Ilustración hasta la toma del poder por los nazis.
El Leo Baeck Institute fue creado en 1955 en la conferencia de Jerusalén. Se fundó como una junta que estaba formada por dos órganos de gobierno, un consejo de investigación y publicaciones y un consejo administrativo.  Fue fundada a nivel internacional, con múltiples ubicaciones compuestas por tres sucursales independientes. Recibe su nombre en honor a su presidente internacional, Leo Baeck, el rabino principal de Berlín en la República de Weimar de Alemania, y el último líder de la comunidad judía bajo el régimen nazi. El Leo Baeck Institute de Nueva York se fundó en 1955, al mismo tiempo que la organización matriz, y es la sucursal de la organización en Estados Unidos.
Actualmente es una organización paraguas central centrada en el estudio de la historia y la cultura del judaísmo de habla alemana. La junta directiva internacional del Leo Baeck Institute coordina las actividades de las tres ramas, y cada rama informa en las reuniones internacionales anuales de la junta acerca de sus proyectos de investigación y publicación.

### Presidentes
Los presidentes del Leo Baeck Institute Internacional, la organización paraguas del instituto, han sido:
- 1955–1956: Leo Baeck
- 1956–1974: Siegfried Moses[18]
- 1974–1992: Max Grünewald[19][20]
- 1992–2013: Michael A. Meyer[21]
- 2013–presente: Michael Brenner[22]

## Leo Baeck Institute Nueva York/Berlín
El Leo Baeck Institute de Nueva York en Manhattan incluye una biblioteca, un archivo, una colección de arte y un centro de exposiciones. Sus oficinas y colecciones están alojadas en el Centro de Historia Judía, una asociación centralizada con otras organizaciones judías que comparten una ubicación, con órganos de gobierno y finanzas separados, pero que ubican recursos en conjunto, en la ciudad de Nueva York. 
- Colección de la biblioteca del Leo Baeck Institute de Nueva York: 80.000 volúmenes que abarcan desde obras reunidas relacionadas con el debate Reuchlin-Pfefforkorn del siglo XVI sobre la prohibición de libros judíos hasta trabajos recientes en el campo de los estudios judeo-alemanes.[24]
- Archivo del Leo Baeck Institute: más de 4.000 pies lineales de documentos familiares, historias comunitarias, correspondencia personal, materiales genealógicos y registros comerciales y públicos de judíos de habla alemana desde el siglo XVIII hasta la era posterior a la Segunda Guerra Mundial.[25]
- Colección de arte del Leo Baeck Institute: 8.000 piezas de arte que incluyen obras creadas o coleccionadas por judíos de habla alemana entre los siglos XVI y XX.

Además, el Leo Baeck Institute de Nueva York administra varias becas para académicos que trabajan en el campo de la historia judeo-alemana y produce exposiciones y programación pública relacionadas con dicha historia.
También otorga anualmente la Medalla Leo Baeck, que es el máximo reconocimiento que el instituto otorga a quienes han ayudado a preservar el espíritu del judaísmo de habla alemana en la cultura, la academia, la política y la filantropía.

## Leo Baeck Institute de Jerusalén
Cuando la segunda generación asumió las funciones, el LBI Jerusalén se transformó de una comunidad conmemorativa a un centro de investigación. Casi todos los miembros de la segunda generación del LBI de Jerusalén eran historiadores profesionales. La mayoría había abandonado Alemania siendo niños o adolescentes y tenía poca o ninguna participación en los recuerdos de los fundadores. Por esta razón la “función memorial” de la historiografía perdió importancia. En su lugar surgieron aspiraciones más estrictamente académicas.
A través de publicaciones, seminarios académicos, eventos académicos y culturales y un archivo, el Leo Baeck Institute de Jerusalén ha sido el principal foro para la historiografía y documentación judeo-alemana en Israel. Sus archivos consisten en una colección de microfilmes de periódicos judíos de los siglos XIX y XX, así como una colección de documentos familiares, materiales genealógicos e historias comunitarias.

## Leo Baeck Institute de Londres

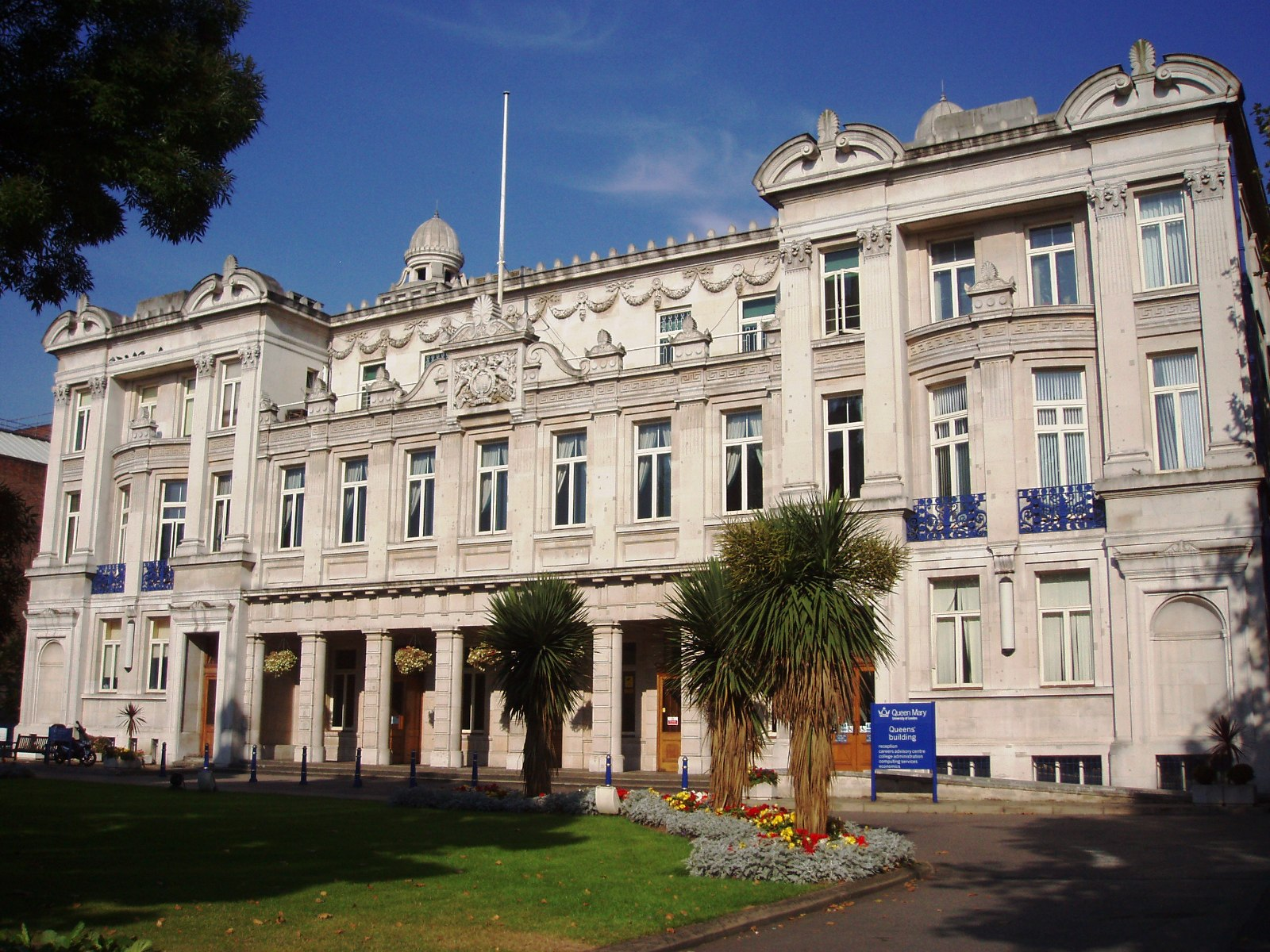
El Instituto Leo Baeck de Londres en el campus de la Queen Mary University of London

El Leo Baeck Institute de Londres, fundado en 1955, investiga la historia y la cultura del judaísmo de habla alemana desde el siglo XVII hasta la actualidad. Su objetivo es facilitar el intercambio académico y utilizar la experiencia judía alemana y centroeuropea de los siglos XVII al XXI para ayudar a comprender los debates sociopolíticos contemporáneos relativos a la inmigración, las minorías, la integración y los derechos civiles, en particular en el Reino Unido. Entre 2011 y 2024, el LBI Londres tuvo su sede en la Queen Mary University of London. En 2024, el instituto se trasladó a una ubicación central en Londres, donde ahora está afiliado a Birkbeck, Universidad de Londres. El LBI Londres sigue siendo un instituto independiente.

### Publicaciones
La publicación insignia del instituto, el Anuario del Leo Baeck Institute (desde 1956), es una publicación internacional relevante en el campo de la historia y la cultura de los judíos de habla alemana. Publicada por Oxford University Press con una tirada de más de 2.000 ejemplares, difunde investigaciones originales sobre la historia cultural, económica, política, social y religiosa de los judíos de habla alemana. El Premio de Ensayo del Anuario del Leo Baeck Institute se otorga anualmente a un investigador en el inicio de su carrera que escribe sobre la historia o la cultura del judaísmo de habla alemana. Además de su Anuario, el LBI Londres publica monografías y volúmenes editados en alemán e inglés. Sus dos series, Schriftenreihe wissenschaftlicher Abhandlungen des Leo Baeck Instituts, en alemán, y German Jewish Cultures, en inglés, cubren el período desde la Ilustración hasta la era contemporánea con un enfoque especial en la historia judía europea.

### Programas y eventos académicos
El instituto organiza una variedad de eventos, como conferencias internacionales y un programa público de conferencias y talleres, a menudo en colaboración con otras organizaciones del Reino Unido o internacionales. Los eventos están dirigidos a un público amplio.
En 2005 se creó un Programa de becas Leo Baeck (en colaboración con la Studienstiftung des deutschen Volkes) para apoyar a los candidatos a doctorados en estudios judíos alemanes. El programa incluye seminarios bianuales durante los cuales los becarios discuten sus investigaciones con académicos de alto nivel en el campo. Se otorgan hasta 12 becas cada año.

## Colecciones digitales

### DigiBaeck

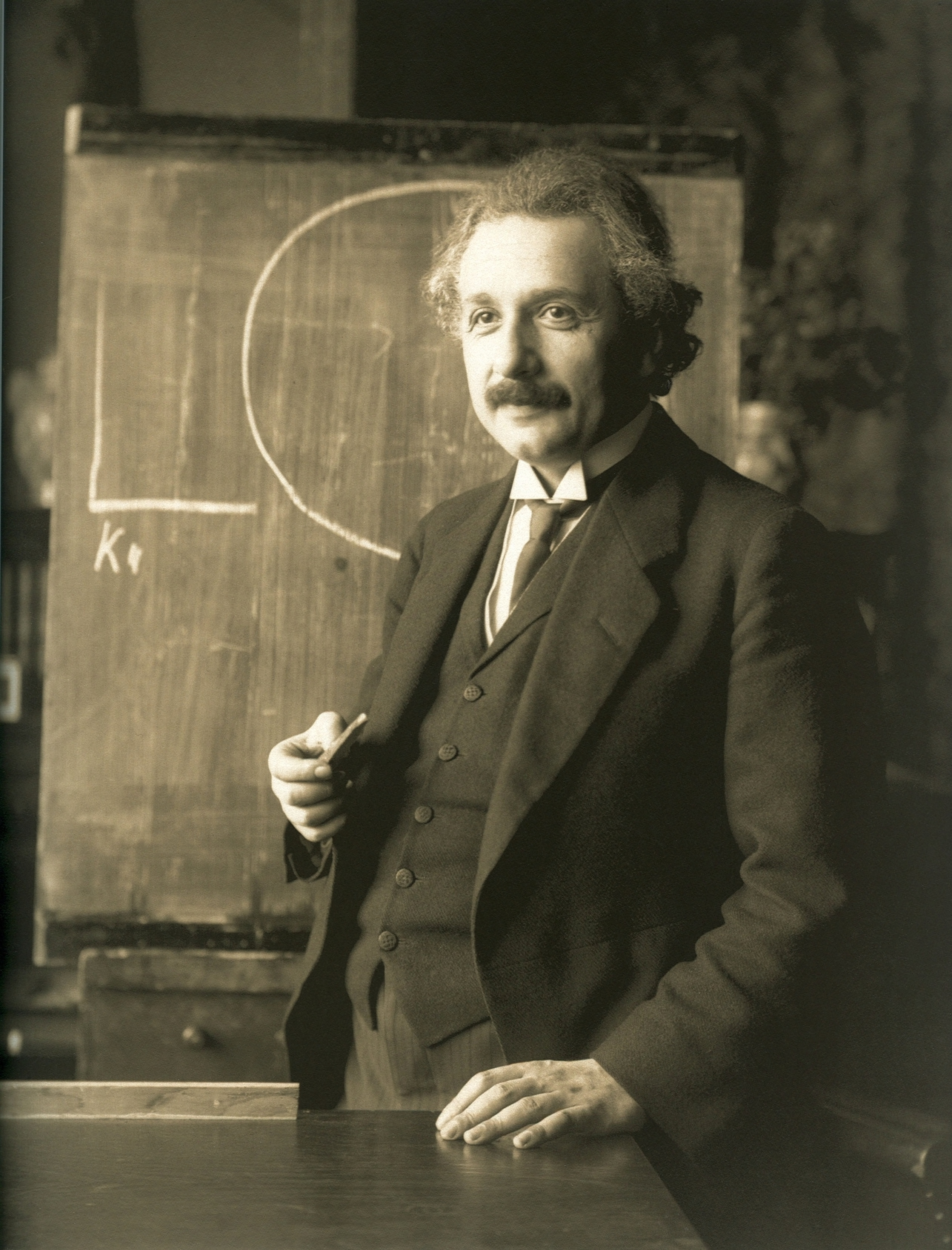
Albert Einstein

En 2012, el Leo Baeck Institute de Nueva York anunció que había digitalizado la mayoría de sus fondos de archivo, así como grandes segmentos de sus colecciones de arte y biblioteca. Entre las más de 3,5 millones de imágenes digitales disponibles a través del catálogo en línea, conocido como DigiBaeck, se incluyen:
- Albert Einstein: Documentos y fotografías personales.[29]
- Franz Rosenzweig, filósofo y teólogo: diarios y correspondencia que incluyen escritos relacionados con su importante traducción de la Biblia hebrea al alemán (1926-1929) con Martin Buber.[30]
- Joseph Roth, periodista y novelista: Manuscritos originales.[31]
- Constantin Brunner, filósofo: Todo su patrimonio y publicaciones periódicas, incluida la revista de emigrados Aufbau.[32]

El Leo Baeck Institute de Nueva York se asoció con la biblioteca digital sin fines de lucro Internet Archive, que ofrece almacenamiento permanente y acceso público gratuito a materiales digitalizados, para completar el proyecto.

### Colección Freimann
La Colección Freimann de libros relacionados con la Wissenschaft des Judentums (en español: Ciencia del Judaísmo) es otro proyecto de digitalización. En colaboración con la Biblioteca de la Universidad de Fráncfort, la biblioteca del Leo Baeck Institute localizó alrededor de 2.000 volúmenes en sus colecciones que faltaban en la colección de Judaica de la Biblioteca de Fráncfort creada por el curador Aron Freimann en la década de 1920, y pudo reconstruir la colección. El proyecto fue financiado mediante una subvención conjunta del Fondo Nacional para las Humanidades de los Estados Unidos y la Fundación Alemana de Investigación (Deutsche Forschungsgemeinschaft – DFG).

## Publicaciones destacadas
- Arendt, Hannah, Richard Winston, and Clara Winston. Liliane Weissberg. Rahel Varnhagen: The Life of a Jewess. Londres: Leo Baeck Institute, 1957. Edición revisada - Baltimore: Johns Hopkins University Press, 1997. ISBN 978-0-801-85587-0 OCLC 36485817
- Meyer, Michael A., Michael Brenner, Avraham Barkai, Paul Mendes Flohr, ed. German-Jewish History in Modern Times, Vol. 1-4. Nueva York: Columbia University Press, 1996. ISBN 978-0-231-07478-0, OCLC 34473360 English translation of Deutsch-jüdische Geschichte in der Neuzeit.
- Meyer, Michael A., Mordekhai Broier, Mîk̲ā'ēl Greṣ, Michael Brenner, Steven M. Lowenstein, and Avraham Barḳai. Deutsch-jüdische Geschichte in der Neuzeit 1 1. Múnich: Beck, 2000. ISBN 978-3-406-45941-2OCLC 643081152